# Política de la República Popular China

Puerta de Tiananmén con un retrato de Mao Zedong

La República Popular China es un Estado socialista con economía de mercado dirigido por un único partido, el Partido Comunista Chino (PCCh), encabezado por el secretario general del PCCh, que actúa como líder supremo de China. El poder del Estado en la República Popular China (RPC) se ejerce a través del PCCh, el Gobierno Popular Central (Consejo de Estado) y su representación provincial y local. El Estado utiliza los Internal Reference, documentos secretos elaborados por la Agencia de Noticias Xinhua, similares al President's Daily Brief de Estados Unidos. Las dos regiones administrativas especiales (RAE) de China, Hong Kong y Macao, tienen sistemas multipartidistas independientes y están separadas del sistema de partido único del continente.
Aparte de las RAE, la RPC consta de 34 provincias  entre ellos, cuatro municipios administrados directamente (Pekín, Shanghái, Tianjin y Chongqing) y cinco regiones autónomas (Guangxi, Tíbet, Xinjiang, Ningxia y Mongolia Interior).
El sistema político chino es totalitario, otras opiniones lo consideran autoritario , pese a acciones como políticas de homogeneización, persecución y "educación" de ciudadanos. No hay líderes nacionales elegidos libremente Las elecciones en China se celebran bajo un sistema político autoritario de partido único. Las elecciones sólo se celebran a nivel local, no a nivel nacional. China es una de las pocas dictaduras contemporáneas dirigidas por un partido que no celebra elecciones directas a nivel nacional. La naturaleza competitiva de las elecciones está muy restringida por el monopolio del poder del Partido Comunista en China, las limitaciones a la libertad de expresión y la interferencia del gobierno en las elecciones. Según Rory Truex, "el PCCh controla estrictamente los procesos de nominación y elección en todos los niveles delsistema del Congreso del Pueblo... el mecanismo electoral indirecto y escalonado del sistema del Congreso del Pueblo garantiza que los diputados de los niveles más altos no tengan ninguna apariencia de responsabilidad electoral ante la ciudadanía china".

## Partido Comunista de China

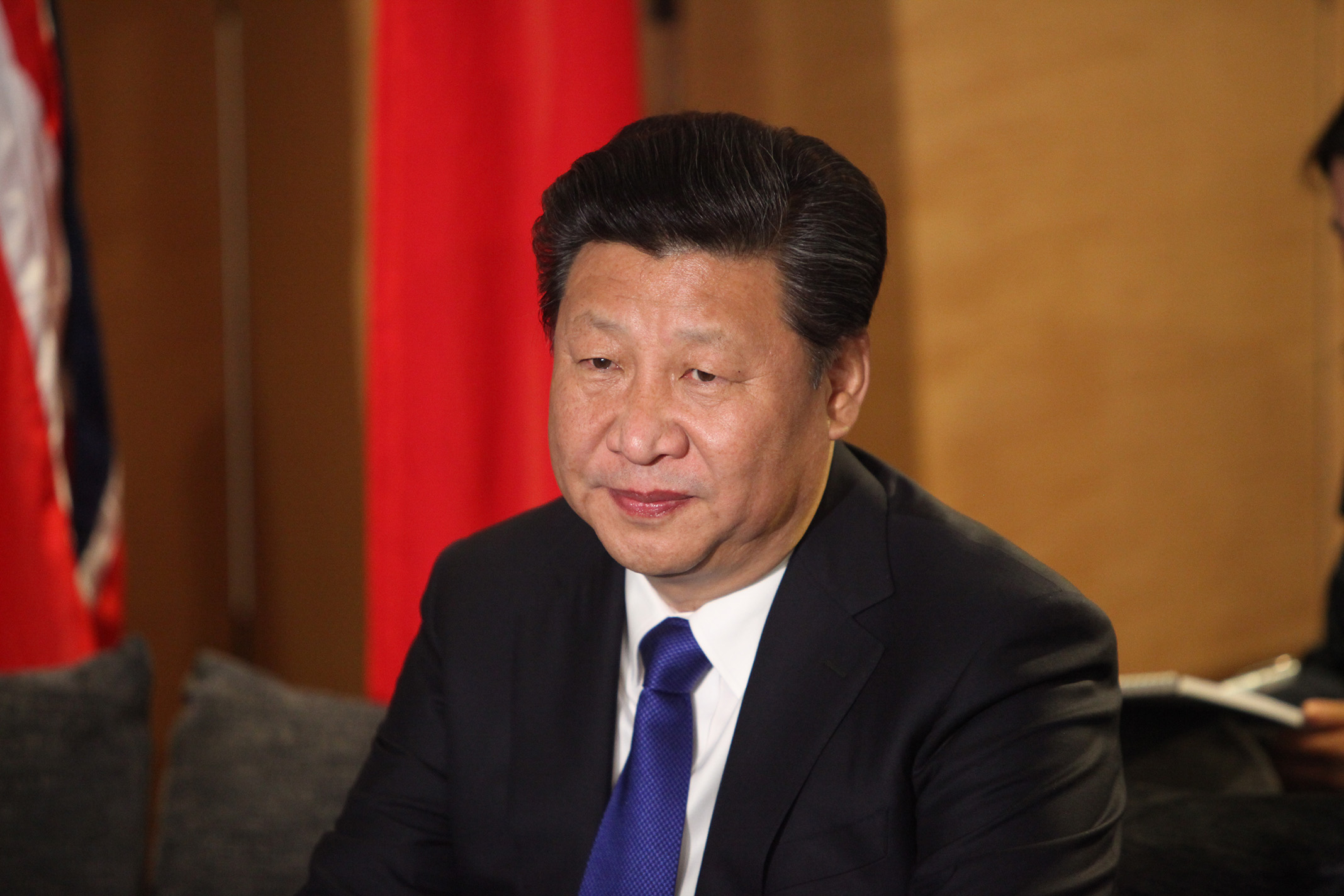
Xi Jinping durante una visita oficial a Londres, en octubre de 2015.

El país está gobernado por el denominado Partido Comunista de China. (PCCh), cuyo poder está consagrado en la Constitución. El sistema electoral chino es jerárquico, por lo que los Congresos Populares locales son elegidos mediante votación, y todos los niveles superiores del Congreso Popular hasta la Asamblea Popular Nacional son elegidos indirectamente por el Congreso Popular de nivel inmediatamente inferior. El sistema político está parcialmente descentralizado, con algunos procesos democráticos internos a nivel de partido y de aldea, aunque estas experiencias han estado marcadas por la corrupción política. En China existen otros partidos políticos, llamados democráticos, que participan en la Asamblea Popular Nacional y en la Conferencia Consultiva Política del Pueblo Chino. (CPPCC).
En comparación con sus políticas cerradas de hasta mediados de los años 70, la liberalización de China ha dado lugar a un clima administrativo menos restrictivo que antes. El país apoya firmemente el principio leninista del "centralismo democrático", pero la política china es muy diferente de la democracia liberal o la socialdemocracia adoptadas en la mayoría de los países del mundo occidental y la Asamblea Nacional Popular ha sido descrita como una institución que en la práctica es muy dependiente del gobierno central.

## Gobierno
Los principales órganos del poder estatal son la Asamblea Popular Nacional (APN), el Presidente y el Consejo de Estado. Los miembros del Consejo de Estado son el primer ministro, un número variable de vice primeros ministros (ahora cuatro), cinco consejeros estatales (protocolo igual al de los vice primeros ministros pero con carteras más limitadas) y 29 ministros y jefes de comisiones del Consejo de Estado. Durante la década de 1980 se intentó separar las funciones del partido y del Estado, de modo que el partido decidiera la política general y el Estado la llevara a cabo. Este intento se abandonó en la década de 1990, con el resultado de que los dirigentes políticos del Estado son también los dirigentes del partido, creando así un único locus de poder centralizado.
Al mismo tiempo, ha existido la convención de que los cargos del partido y del Estado estén separados en niveles distintos del gobierno central, y es inaudito que un ejecutivo subnacional sea también secretario del partido. Se sabe que a menudo se produce un conflicto entre el jefe del ejecutivo y el secretario del partido, y se considera que este conflicto es intencionado para evitar que ninguno de los dos se vuelva demasiado dominante. Algunos casos especiales son las RAE de Hong Kong y Macao, donde el Partido Comunista no funciona en absoluto como parte del sistema gubernamental, y las regiones autónomas, donde, siguiendo la práctica soviética, el jefe del ejecutivo suele ser un miembro del grupo étnico local, mientras que el secretario general del partido no es local y suele ser chino han.
Según la Constitución de China, el Congreso Nacional del Pueblo es el máximo órgano del poder estatal en China. Se reúne anualmente durante unas dos semanas para examinar y aprobar las principales orientaciones políticas, las leyes, el presupuesto y los principales cambios de personal. La mayor parte de la legislación nacional de China es aprobada por el Comité Permanente de la Asamblea Popular Nacional (CPN). La mayoría de las iniciativas se presentan al CNP para que las estudie el Consejo de Estado, tras la aprobación previa del Comité Permanente del Politburó del Partido Comunista. Aunque el CNP suele aprobar las recomendaciones del Consejo de Estado en materia de política y personal, el CNP y su comité permanente han hecho valer cada vez más su papel de órgano legislativo nacional y han podido forzar la revisión de algunas leyes. Por ejemplo, el Consejo de Estado y el Partido han sido incapaces de conseguir la aprobación de un impuesto sobre el combustible para financiar la construcción de autopistas.

Artículo Nro. 57
La Asamblea Popular Nacional de la República Popular China es el órgano supremo del poder del Estado. Su órgano permanente es el Comité Permanente de la Asamblea Popular Nacional.
Constitución de la República Popular China

Según Daniel Bell, el sistema de partido único en China representa una "meritocracia política al estilo chino" que, si bien tiene defectos, podría estudiarse para ayudar a "remediar los principales defectos de la democracia electoral" y garantizar que sólo los candidatos experimentados y competentes puedan dirigir el país. El sistema chino prioriza la estabilidad por encima de todo.

## Relaciones exteriores

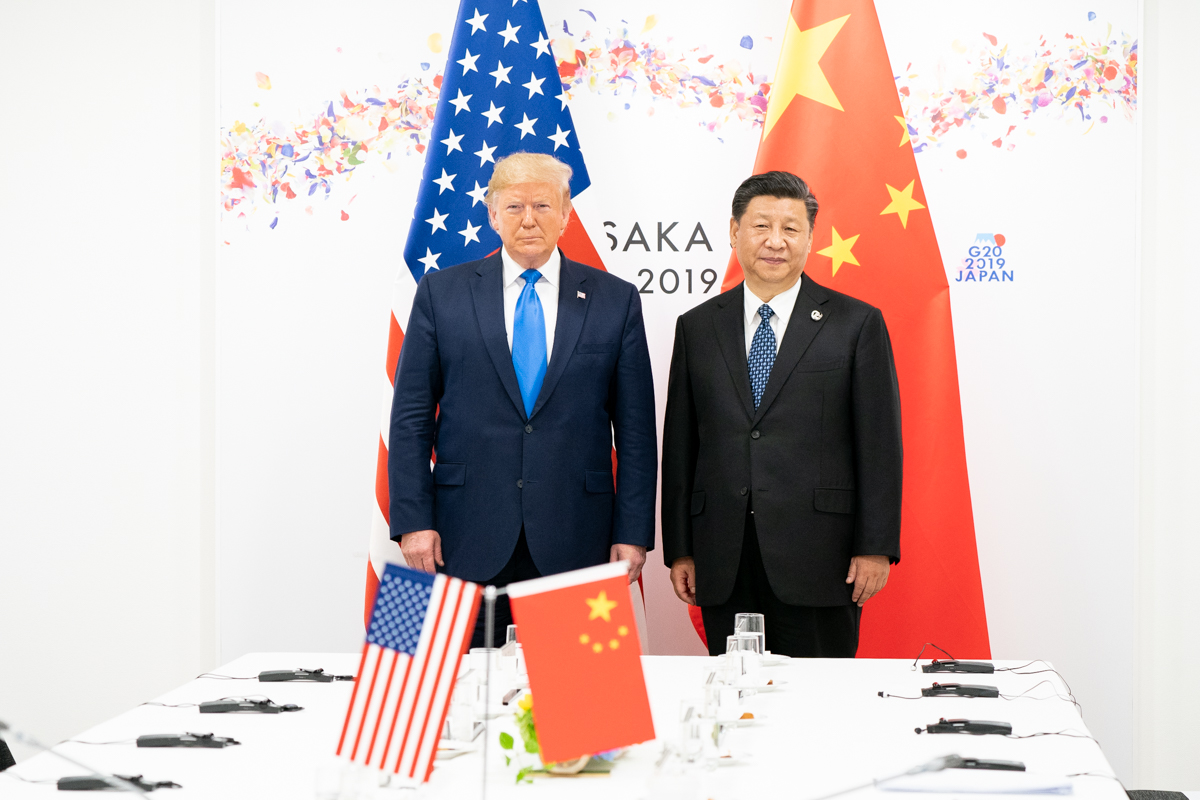
Xi Jinping en una reunión con el Presidente de los Estados Unidos, Donald Trump, en 2017.

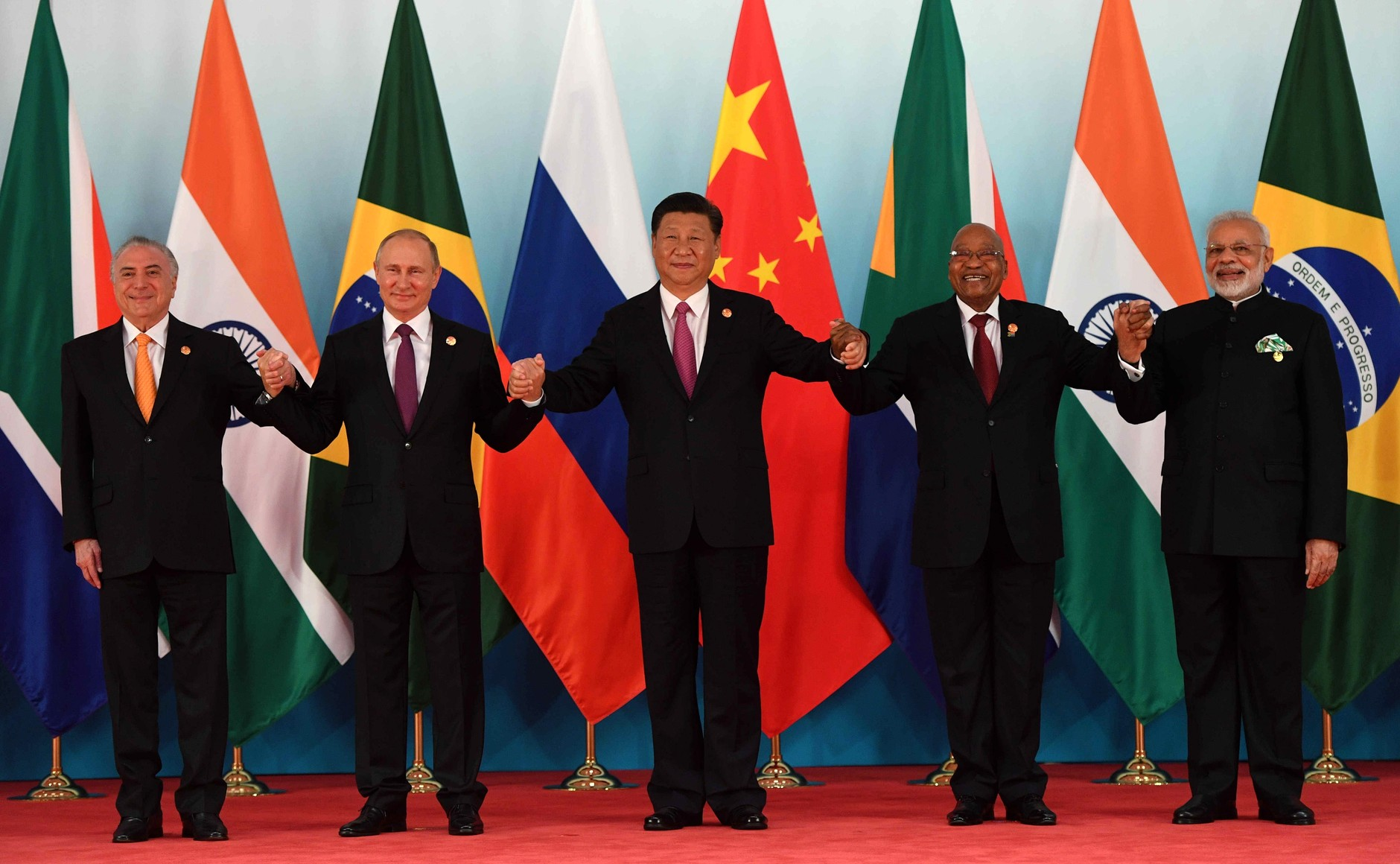
Cumbre de los países miembros del BRICS en la ciudad china de Xiamen en septiembre de 2017.

China mantiene relaciones diplomáticas con 171 países y cuenta con embajadas en 162.
Suecia fue la primera nación con quien estableció relaciones el 9 de mayo de 1950. La República de China y otros países disputan su legitimidad, que lo convierte en el Estado con reconocimiento limitado más grande y poblado del mundo. En 1971, reemplazó la representación internacional de la República de China como el único representante de China frente a las Naciones Unidas y como uno de los cinco miembros permanentes del Consejo de Seguridad. Además, fue un antiguo miembro y líder del Movimiento de Países no Alineados y aún sigue defendiendo a los países en vías de desarrollo.
Según la interpretación de la política de «Una sola China», Pekín ha hecho que sea una condición previa para el establecimiento de relaciones diplomáticas con un país, que este reconozca su pretensión a Taiwán y rompa los vínculos oficiales con el gobierno de la República de China. Los representantes de la República Popular China han protestado en numerosas ocasiones cuando otros gobiernos celebran acuerdos diplomáticos con Taiwán, especialmente en el tema de las ventas de armamento. Las reuniones políticas entre funcionarios extranjeros y el 14.º Dalái Lama también encuentran la oposición de la República Popular China, que considera que el Tíbet es parte integral de ella.
Gran parte de su política exterior se fundamenta en los Cinco Principios de Coexistencia Pacífica de Zhou Enlai: no injerencia en los asuntos de otros Estados, no agresión, convivencia pacífica, igualdad y beneficios mutuos. También se rige por el concepto de «armonía sin uniformidad», que anima a las relaciones diplomáticas entre las naciones a pesar de las diferencias ideológicas. Esta política le ha llevado a apoyar a los estados que se consideren peligrosos o de represión por Occidente, tales como Zimbabue, Corea del Norte e Irán.
Las relaciones exteriores con muchos países occidentales sufrieron durante un tiempo tras la represión militar en las protestas de Tian'anmen de 1989, aunque en los últimos años China ha mejorado sus vínculos diplomáticos con Occidente. China mantiene una relación económica y militar estrecha con Rusia, y a menudo ambos votan de la misma forma en el Consejo de Seguridad de la ONU.
Además de su reclamación sobre la isla de Taiwán, China se encuentra envuelta en varias disputas territoriales internacionales. Desde los años 1990, el gobierno comenzó las negociaciones para resolver los conflictos sobre sus fronteras terrestres, como la disputa de Cachemira con India y su frontera sin definir con Bután. Además existen otras reclamaciones territoriales multilaterales acerca de su soberanía sobre varias islas pequeñas en el mar de China Meridional y del Este, como las Islas Senkaku y el arrecife Scarborough. La prospección de recursos en zonas reclamadas por otros países ha llevado a crisis como la ocurrida con Vietnam en 2014.

## Fuerzas armadas
El Partido Comunista Chino creó y dirige el Ejército Popular de Liberación (EPL). Tras la creación de la RPC en 1949, el EPL se convirtió también en un ejército de Estado. El sistema militar estatal heredó y mantiene el principio de la dirección absoluta del Partido Comunista sobre las fuerzas armadas populares. El Partido y el Estado establecieron conjuntamente la Comisión Militar Central que lleva a cabo la tarea de dirección militar suprema sobre las fuerzas armadas.
La Constitución de la RPC de 1954 establece que el presidente del Estado (Presidente) dirige las fuerzas armadas y hace del Presidente del Estado el presidente de la Comisión de Defensa (la Comisión de Defensa es un órgano consultivo, no dirige las fuerzas armadas). El 28 de septiembre de 1954, el Comité Central del Partido Comunista Chino restableció la Comisión Militar Central como líder del EPL y de las fuerzas armadas populares. A partir de ese momento, se estableció el sistema de dirección militar conjunta del Partido y del Estado. El Comité Central del Partido Comunista dirige todos los asuntos militares. El presidente del Estado dirige las fuerzas militares del Estado y el desarrollo de las fuerzas militares gestionadas por el Consejo de Estado.
En diciembre de 2004, la quinta Asamblea Popular Nacional (APN) revisó la Constitución del Estado para establecer que la Comisión Militar Central (CMC) del Estado dirige todas las fuerzas armadas del Estado. El presidente de la CMC del Estado es elegido y destituido por el pleno del CNP, mientras que los demás miembros son elegidos por el Comité Permanente de la APN Sin embargo, la CMC del Comité Central del Partido Comunista Chino sigue siendo la organización del Partido que dirige directamente al ejército y a todas las demás fuerzas armadas. En la práctica, la CMC del Partido, tras consultar con los partidos democráticos, propone los nombres de los miembros de la CMC estatal de la APN para que estas personas, tras pasar por los procesos legales, sean elegidas por el APN para la Comisión Militar Central del Estado. Es decir, que la CMC del Comité Central y la CMC del Estado son un solo grupo y una sola organización. Sin embargo, desde el punto de vista organizativo, estas dos CMC están subordinadas a dos sistemas diferentes: el sistema del Partido y el sistema del Estado. Por lo tanto, las fuerzas armadas están bajo la dirección absoluta del Partido Comunista y son también las fuerzas armadas del Estado. Se trata de un sistema que garantiza el liderazgo conjunto del Partido Comunista y del Estado sobre las fuerzas armadas.

## Derechos humanos
Varios gobiernos extranjeros y ONG acusan habitualmente al gobierno chino de violaciones sistemáticas de los derechos humanos, además de genocidio cultural en el Tíbet, y de genocidio contra los uigures. La República Popular China está clasificada por Freedom House como "no libre", y Human Rights Watch señala que existen graves y continuas violaciones de los derechos humanos, como apunta también Amnistía Internacional. En 2010, Reporteros sin Fronteras clasificó a China en el puesto 171 (de 178) en el "índice de Libertad de Prensa".
Aunque la Constitución establece que los "derechos fundamentales" de los ciudadanos incluyen la libertad de expresión, la libertad de prensa, el derecho a un juicio justo y la libertad de religión, el sufragio universal y los derechos de propiedad, estas disposiciones no proporcionan a los chinos una protección significativa contra los procesos penales del Estado, donde la censura, incluso en Internet, se utiliza habitualmente para silenciar las críticas al Partido Comunista Chino. El gobierno reprime las manifestaciones de organizaciones y creencias que considera una amenaza para la "estabilidad social" como fue el caso de las protestas de la plaza de Tiananmén de 1989, así como las protestas en Hong Kong de 2019-2021. A pesar de ello, el gobierno ha tenido poco éxito en el control de la información.
Respecto a la pena de muerte, que aún se mantiene, ejecuta más personas que cualquier otro país del mundo, representando el 72 % del total de ejecuciones del mundo en 2009, a pesar de no ser el número más alto per cápita. El país también tiene la segunda mayor población carcelaria del planeta (sólo por detrás de Estados Unidos), con 1 701 344 de reclusos.
El gobierno chino trata activamente de acallar las repercusiones internacionales de sus acciones, y responde a las críticas afirmando que la noción de derechos humanos debe tener en cuenta el nivel actual de desarrollo económico y la situación geopolítica. El aumento de la alfabetización, la esperanza de vida y el nivel de vida del chino medio en las últimas tres décadas es considerado por el gobierno como un progreso tangible en materia de derechos humanos. Los esfuerzos realizados en la última década para combatir las catástrofes naturales y los accidentes laborales también son presentados por el gobierno como avances en materia de derechos humanos.